# Bada
Bada byl mobilní operační systém vyvíjený společností Samsung pro jeho chytré telefony. Bada znamená v korejštině moře a čte se [ba:da:]. Byl zamýšlen jako konkurence operačního systému Android. Byl ohlášen v roce 2009 a uveden na trh v roce 2010. V představených telefonech je použito uživatelské prostředí TouchWiz. Vlajkovou lodí, která tuto platformu uvedla na trh je mobilní telefon Samsung Wave, který byl uveden na trh ke konci roku 2010. Jeho nástupcem se stal inovovaný Samsung Wave II. Dnešní vlajkovou lodí je smartphone Samsung Wave III. Dalšími mobilními telefony s tímto operačním systémem jsou např. Samsung Wave 525, Samsung Wave 723 či novější Samsung Wave Y.
Operační systém Bada byl zamýšlen jako platforma, která může používat jádro Linuxu nebo jiné RTOS jádro (jádro operačního systému reálného času). Nad jádrem jsou vrstvy Device, Service a Framework.
Rodina chytrých telefonů Wave zaznamenala i přes poměrnou nedospělost platformy Bada celkem velkou prodávanost, pořád však zejména z důvodu malé softwarové výbavy v prodejích zaostávala za řadou modelů Galaxy. Na začátku roku 2012 však Samsung oznámil ukončení vývoje Bady a její postupné integrování do Tizen OS, který vyvíjí Samsung společně s Linux Foundation.

## Verze
Samsung Wave S8500 byl spuštěn s Bada 1.0. Společnost Samsung brzy vydala verzi 1.0.2, Která obsahovala různé opravy pro evropské uživatele. Bada 2.0 byla představena 15. února 2011. Bada 1.2 byla vydána pro telefon Samsung Wave S8530
Aktuální vlajkovou lodí telefonů Samsung Wave je Samsung Wave 3 S8600 s Bada 2.0